# Château de la Ville Huchet
Le château de Plouër est situé sur la commune de Plouër-sur-Rance, dans le département des Côtes-d'Armor.

## Historique

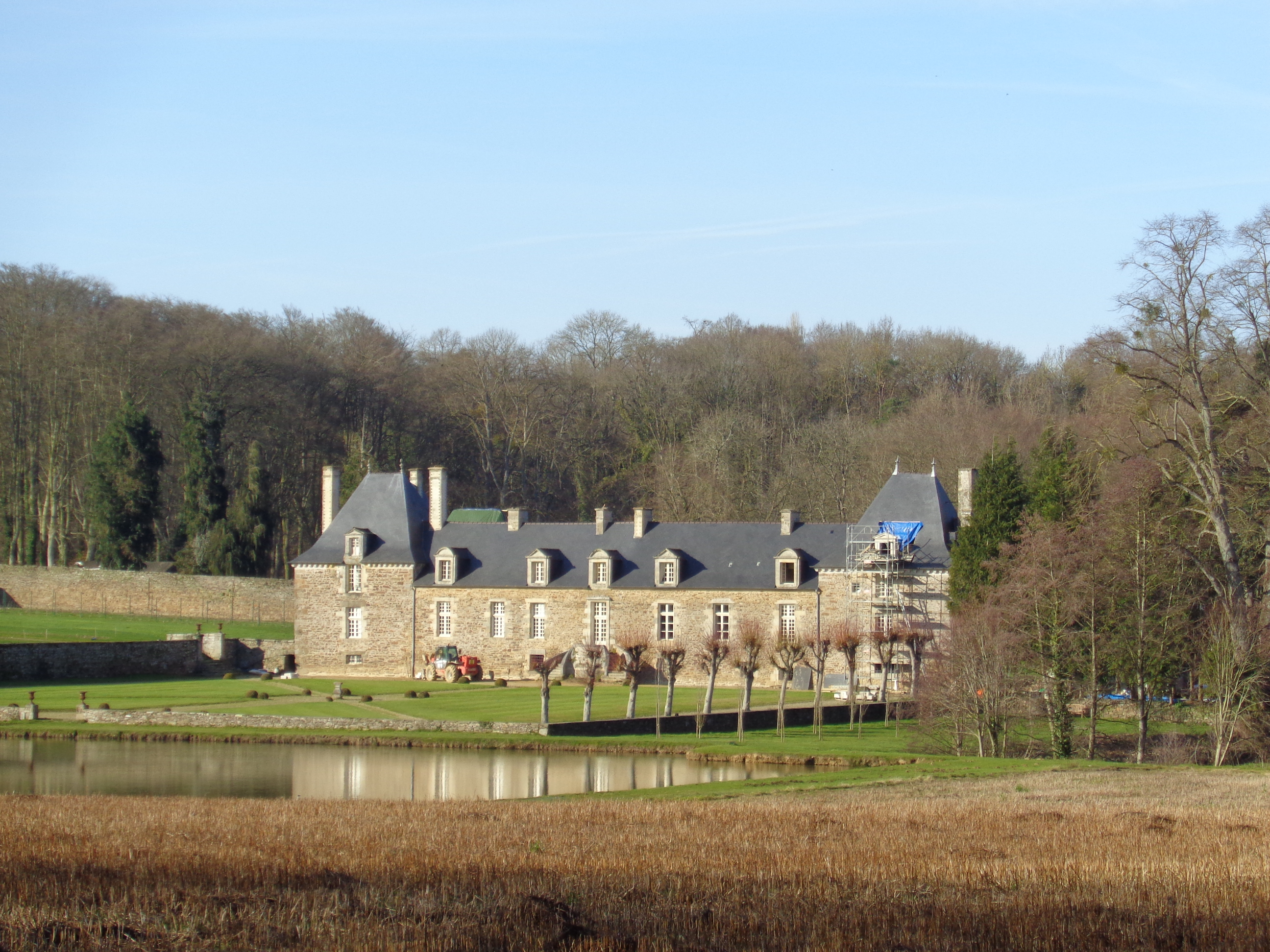
Château de la Ville Huchet.

À la suite de la vente du comté de Plouër par Charles Auguste de Goyon de Matignon à Pierre de La Haye en 1695, le château est reconstruit au début du XVIIIe siècle en remplacement de l'ancien forteresse de Saint-Paul, ancien siège du comté, probablement à l'état en partie de ruines alors. Joseph de La Haye (1665-1723) modifie entièrement le vieux château de Saint-Paul (douves, ponts-levis, tours et bâtiments), pour construire l'actuel château de style Louis XIII, l'aménageant de parterres à la française et de perspectives.
Le domaine passe ensuite par alliance aux Magon, famille d'armateurs malouins. Thierry Magon de La Villehuchet en fut le propriétaire. En 2017, son neveu vend le château à la famille de Vasselot de Régné.
Le monument fait l’objet d’une inscription au titre des monuments historiques depuis le 15 juin 1964.